# Кіттсон (округ, Міннесота)
Шаблон:StateAbbr_ 48°47′ пн. ш. 96°47′ зх. д. / 48.78° пн. ш. 96.78° зх. д.
Округ Кіттсон (англ. Kittson County) — округ (графство) у штаті Міннесота, США. Ідентифікатор округу 27069.

## Історія
Округ утворений 1878 року.

## Демографія
За даними перепису 
2000 року 
загальне населення округу становило 5285 осіб, усе сільське.
Серед мешканців округу чоловіків було 2621, а жінок — 2664. В окрузі було 2167 домогосподарств, 1448 родин, які мешкали в 2719 будинках.
Середній розмір родини становив 2,96.
Віковий розподіл населення поданий у таблиці:
| Стать    | До 15 років | 15-21 | 22-29 | 30-39 | 40-49 | 50-65 | 65-85 | Понад 85 |
| -------- | ----------- | ----- | ----- | ----- | ----- | ----- | ----- | -------- |
| Чоловіки | 554         | 210   | 175   | 308   | 441   | 446   | 406   | 81       |
| Жінки    | 549         | 188   | 164   | 290   | 410   | 409   | 512   | 142      |

## Суміжні округи
- Місто Emerson, Manitoba[en], Canada — північ
- Rural Municipality of Franklin[en], Canada — північ
- Стюартберн — північ
- Росо — схід
- Маршалл — південь
- Волш, Північна Дакота — південний захід
- Пембіна, Північна Дакота — захід

## Виноски
1. ↑  US Decennial Census. US Census Bureau. Архів оригіналу за 26 квітня 2015. Процитовано 18 жовтня 2014.
2. ↑  Historical Census Browser. University of Virginia Library. Архів оригіналу за 30 травня 2019. Процитовано 18 жовтня 2014.
3. ↑  Population of Counties by Decennial Census: 1900 to 1990. US Census Bureau. Архів оригіналу за 4 серпня 2014. Процитовано 18 жовтня 2014.
4. ↑  Census 2000 PHC-T-4. Ranking Tables for Counties: 1990 and 2000 (PDF). US Census Bureau. Архів оригіналу (PDF) за 18 грудня 2014. Процитовано 18 жовтня 2014.
5. ↑  State & County QuickFacts. Бюро перепису населення США. Архів оригіналу за 6 серпня 2011. Процитовано 1 вересня 2013.(англ.) Наведено за англійською вікіпедією.
6. ↑  American FactFinder. Бюро перепису населення США. Архів оригіналу за 29 липня 2011. Процитовано 31 січня 2008.

| США | Це незавершена стаття з географії США. Ви можете допомогти проєкту, виправивши або дописавши її. |